# Дезидерий (викарий)
Дезиде́рий (лат. Desiderius) — римский государственный деятель середины IV века.
Известно о биографии Дезидерия лишь то, что узурпатор Магн Максим назначил его викарием либо Испании, либо Британии, либо Галлии. Время окончаний полномочий Дезидерия неизвестно, вероятно они окончились с падением Магна Максима (388 год).
В Кодексе Феодосия сохранился закон, направленный императорами Валентинианом II, Феодосием и Аркадием Дезидерию и датированный 11 июля 385 года. В этот период Магн Максим был официально признан этими императорами своим соправителем, и потому в кодексе сохранился закон, адресованный назначенному им викарию.